# Las Quintas Fronterizas
Las Quintas Fronterizas és una concentració de població designada pel cens dels Estats Units a l'estat de Texas. Segons el cens del 2000 tenia 2.030 habitants.

## Demografia
Segons el cens del 2000, Las Quintas Fronterizas tenia 2.030 habitants, 489 habitatges, i 448 famílies. La densitat de població era de 1.169,8 habitants/km².
Dels 489 habitatges en un 60,9% hi vivien nens de menys de 18 anys, en un 74% hi vivien parelles casades, en un 15,1% dones solteres, i en un 8,2% no eren unitats familiars. En el 8% dels habitatges hi vivien persones soles el 3,9% de les quals corresponia a persones de 65 anys o més que vivien soles. El nombre mitjà de persones vivint en cada habitatge era de 4,15 i el nombre mitjà de persones que vivien en cada família era de 4,4.
Per edats la població es repartia de la següent manera: un 39,6% tenia menys de 18 anys, un 10,6% entre 18 i 24, un 27,3% entre 25 i 44, un 16,8% de 45 a 60 i un 5,6% 65 anys o més.
L'edat mediana era de 25 anys. Per cada 100 dones de 18 o més anys hi havia 86,6 homes.
La renda mediana per habitatge era de 21.648 $ i la renda mediana per família de 23.333 $. Els homes tenien una renda mediana de 16.620 $ mentre que les dones 11.429 $. La renda per capita de la població era de 5.364 $. Aproximadament el 40,3% de les famílies i el 38,5% de la població estaven per davall del llindar de pobresa.

## Poblacions més properes
El següent diagrama mostra les poblacions més properes.